# Воскресенская церковь (Каргополь)
Це́рковь Воскресе́ния Христо́ва (Воскресе́нская церковь) — недействующий православный храм в городе Каргополе Архангельской области.

## История
В конце XVII века в северной части Каргополя, неподалёку от крепости, выстраивается одноэтажная летняя Воскресенская церковь.
В храме была чудотворная икона святителя Николая.

## Архитектура и убранство
Архитектор явно был подражателем и во многом повторил Успенский собор московского Кремля в стиле московской церковной архитектуры XV века.
Наиболее впечатляющ восточный фасад. Его торжественность подчёркивают низкие апсиды — с востока и приземистый притвор — с запада. Кровля, идя по закомарам мягкой волнистой линией, повторяет цилиндрические своды. Плотно друг к другу встали на ней барабаны — такой слитной группировки куполов на церквях города больше не повторяется. Прост и ясен облик западного фасада, с двумя стройными рядами окон, каждый из наличников южной стороны хорош по своему, и двух одинаковых не найти.
По состоянию на 2016 год состояние здания — аварийное. Его западный фасад прорезан трещинами, угрожающими существованию храма.